# Martín Caparrós
Martín Caparrós (Buenos Aires, 29 de mayo de 1957) es un periodista y escritor argentino.

## Trayectoria
Estudió en el Colegio Nacional de Buenos Aires. En 1973, con 16 años, integró la organización guerrillera Fuerzas Armadas Revolucionarias, de ideología marxista, siendo excluido de la misma en octubre de 1973, cuando las FAR se fusionaron con Montoneros de origen de ideas socialistas. Pocos después ingresó como periodista al diario Noticias, perteneciente a Montoneros, —entonces dirigido por Miguel Bonasso—, en la sección policial, a cargo de Rodolfo Walsh. A partir de 1974 colaboró con la revista Goles hasta 1976.
Durante la última dictadura militar argentina, abandonó el país y se exilió en Europa. Allí se licenció en Historia en la Universidad de París y más tarde vivió en Madrid, hasta 1983.  En la capital española comenzó a escribir su primera novela, se dedicó a hacer traducciones y colaboró en el diario El País y con algunos medios franceses.
Tras el retorno de la democracia a la Argentina, regresó a Buenos Aires, donde trabajó en la sección cultural del diario Tiempo Argentino y en 1984 comenzó a colaborar en la Radio Belgrano, donde fue conductor, junto con Jorge Dorio, del exitoso Sueños de una noche de Belgrano. Regresó a España a trabajar como corresponsal de esa radio durante 1985 y 1986. Al año siguiente retornó a Argentina como editor de la revista El Porteño.
En 1987 participó en la creación del diario Página/12 junto a Jorge Lanata, su primer director periodístico, y al siguiente, con Jorge Dorio, trabajó en el programa televisivo El monitor argentino y fundó la revista Babel, que dirigió.
A partir de 1991 comenzó a publicar sus relatos de viajes en la revista mensual Página/30, de la que más tarde fue jefe de Redacción, bajo el título Crónicas de fin de siglo, distinguidas con el Premio de Periodismo Rey de España. Además escribió la letra de Zamba sin, con música de Gabriel Senanes.
Intimo amigo del conductor y periodista Jorge Lanata, con quien condujo y compartió espacio televisivo como invitado en su Programa "Periodismo para Todos" (2014) en varias oportunidades  y también participando en Radio Mitre en el programa "Sin Filtro". Ambos periodistas se conocieron en Página 12 en el año 1991. 
Entre sus numerosas novelas se destacan Los Living, Echeverría y la que el propio autor considera su obra más signficativa: La Historia. Sus crónicas, Larga Distancia y La Voluntad. Una historia de los movimientos revolucionarios en la Argentina, han sido traducidas a veinte idiomas y han ganado varios premios internacionales. Ha publicado ediciones críticas de dos textos de Voltaire —El ingenuo y Filosofía de la historia—, del Plan revolucionario de operaciones de Mariano Moreno y también una traducción en verso de Romeo y Julieta, de William Shakespeare. Además, ha publicado textos en medios de América y Estados Unidos. 
El 16 de noviembre de 2017 fue nombrado Ciudadano Ilustre de la Ciudad Autónoma de Buenos Aires. Actualmente vive en España y publica sus columnas en los diarios El País y The New York Times.
En 2024, develó que padecía Esclerosis Lateral Amiotrófica (ELA), desde hacía dos años.

## Obra

### Novelas
- 1984: Ansay o los infortunios de la gloria
- 1986: No velas a tus muertos
- 1990: El tercer cuerpo
- 1990: La noche anterior
- 1999: La Historia
- 2001: Un día en la vida de Dios
- 2004: Valfierno
- 2008: A quien corresponda
- 2011: Los Living
- 2013: Comí
- 2016: Echeverría
- 2018: Todo por la patria
- 2020: Sinfín
- 2022: Sarmiento
- 2024: Vidas de J.M. (Novela interactiva en Revista Anfibia)
- 2024: Antes que Nada

### Ensayos
- 1995: La Patria Capicúa
- 2002: ¡Bingo!
- 2002: Qué país. Informe urgente sobre la Argentina que viene
- 2011: Argentinismos
- 2014: El Hambre
- 2015: Lacrónica
- 2021: Ñámerica

### Crónicas
- 1992: Larga distancia
- 1994: ¡Dios mío! Un viaje por la India en busca de Sai Baba
- 1997-1998: La voluntad. Una historia de la militancia revolucionaria en la Argentina (con Eduardo Anguita)
- 1999: La guerra moderna
- 2001: Extinción. Últimas imágenes del trabajo en la Argentina (con Dani Yako)
- 2005: Boquita
- 2006: El Interior
- 2006: La voluntad. Una historia de la militancia revolucionaria en la Argentina (con Eduardo Anguita)
- 2009: Una luna
- 2010: Contra el cambio. Un hiperviaje al apocalipsis climático
- 2012: Palipalí

### Otros
- 2003: Amor y anarquía. La vida urgente de Soledad Rosas, 1974-1998

## Filmografía
- 2003: Crónicas Mexicas (documental ideado por Eduardo Montes-Bradley y dirigido por Rita Clavel en el que Caparrós recorre México)
- 2013: ¿Quién mató a Mariano Ferreyra? (filme dirigido por Alejandro Rath y Julián Morcillo en donde Caparrós personifica a Andrés Oviedo)
- 2018: Tiempo después (filme dirigido por José Luis Cuerda en donde Caparrós interpreta a un almirante)

## Premios, becas y distinciones
- 1992: Premio Internacional de Periodismo Rey de España por Crónicas de fin de siglo
- 2004: Premio Planeta Latinoamérica por Valfierno
- 2011: Premio Herralde de Novela por Los Living[9]
- 2014: Premio Konex de Platino en la disciplina «Crónicas y Testimonios»
- 2016: Premio Cálamo Extraordinario por El Hambre
- 2016: Premio Letterario Internazionale Tiziano Terzani por El Hambre
- 2016: Premio Internacional de Ensayo Caballero Bonald por El Hambre
- 2017: Premio Nacional de Periodismo Miguel Delibes por sus artículos en El País
- 2017: Premio María Moors Cabot (Columbia University - NYC)
- 2017: Ciudadano Ilustre de la Ciudad Autónoma de Buenos Aires
- 2019: Premio Ítaca en reconocimiento a su trayectoria periodística (U.A.B. - Barcelona)
- 2022: Premio Especial del Jurado de los Premios Archiletras de la Lengua
- 2022:  Premios Ortega y Gasset a la trayectoria profesional[10]
- 2024: Premio Konex en la disciplina «Crónica»
- 2025ː Doctor Honoris Causa de la Universidad de Buenos Aires[11]